# Karipion Melathron

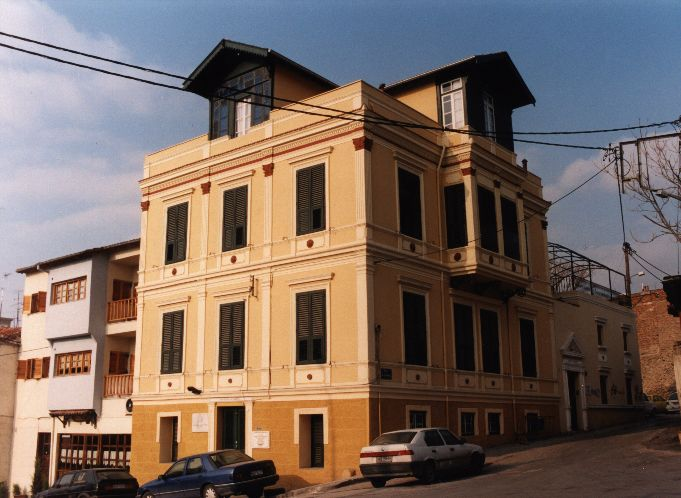
Karipion Melathron

Das Karipion Melathron (griechisch Καρίπειον Μέλαθρον) war die Residenz des osmanischen Gouverneurs für die Region Makedonien in Selânik, dem heutigen Thessaloniki.
Das Gebäude wurde durch den italienischen Architekten Vitaliano Poselli in den 1870er Jahren im Stadtteil Ano Poli errichtet. Poselli stand im Dienst des osmanischen Sultans Abdülhamid II. 1907 findet es sich in einem osmanischen Steuerverzeichnis als Residenz von Abdurrahman Bey, Sohn des Süleiman. Nachdem die Osmanische Armee in den Balkankriegen unterlegen war, ging das Gebäude in griechischen Besitz über. 1928 erwarb es S. Nottaridis für 425.000 Drachmen und nahm im Innenbereich zahlreiche Umbauten vor. 1980 wurde das Gebäude unter Denkmalschutz gestellt und der Innenbereich zwischen 1995 und 2003 durch das griechische Kultusministerium im Sinne des Erbauungszustands restauriert. Heute beherbergt das Gebäude das Institut für Nationale und Religiöse Studien.